# Nebahat Albayrak

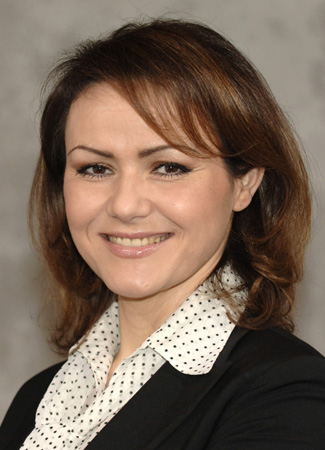
Nebahat Albayrak (2007)

Nebahat Albayrak (* 10. April 1968 in Şarkışla) ist eine niederländische ehemalige Politikerin türkischer Herkunft. Von 2007 bis 2010 war sie Justizstaatssekretärin im Kabinett Balkenende IV.

## Ausbildung
Im Jahr 1993 machte sie einen Abschluss in Internationalem und Europäischen Recht an der Universität Leiden. Als Teil ihres Abschlusses besuchte sie auch Vorlesungen an der Universität Ankara, dem Institut d’Études Françaises sowie in Paris das Institut d’Études Politiques.

## Politik
Albayrak war von 1998 bis 2007 Mitglied der Zweiten Kammer der Generalstaaten für die PvdA (Partij van de Arbeid). Am 22. Februar 2007 wurde sie als Staatssekretärin für Justiz im vierten Kabinett von Ministerpräsident Balkenende eingesetzt. Sie und Ahmed Aboutaleb waren die ersten Muslime in einem niederländischen Kabinett. Die rechtsgerichtete Partij voor de Vrijheid (PVV) versuchte, die Amtseinführung von Albayrak sowie von Aboutaleb zu verhindern. Die Partei bemühte sich ebenfalls darum, im Parlament ein Misstrauensvotum einzuleiten, gerichtet gegen alle Abgeordnete und Politiker der Exekutive, die die doppelte Staatsbürgerschaft besitzen, mit der Behauptung, diese Politiker machten den Eindruck von mangelnder Loyalität gegenüber dem Staate. Albayrak besitzt einen türkischen sowie den niederländischen Pass. Der Antrag wurde von der Kammer abgelehnt, da er von keiner Partei außer der PVV unterstützt wurde. Seit dem 12. Mai 2010 ist sie wieder Mitglied der Zweiten Kammer. Am 20. September 2012 verabschiedete sie sich als Parlamentsmitglied.